# Fontaine de La Chaise-Dieu
La fontaine de La Chaise-Dieu est une fontaine située sur la commune de La Chaise-Dieu, dans le département français de la Haute-Loire en région Auvergne-Rhône-Alpes.

## Situation
La fontaine est située place de la Fontaine sur la commune de La Chaise-Dieu dans le département de la Haute-Loire, en région Auvergne-Rhône-Alpes.

## Description
La fontaine, datée de 1609, est entièrement en granit et présente une structure de forme octogonale. Au cœur de cette fontaine se trouve une structure ressemblant à une pyramide tronquée, surmontée par une boule et soutenue par un fût de forme carrée.

## Protection
La fontaine est inscrite au titre des monuments historiques par arrêté du 26 mars 1934.